# Рубио, Гаспар
Гаспар Рубио Мелия́ (исп. Gaspar Rubio Meliá; 14 декабря 1907, Серра — 3 января 1983, Мехико) — испанский футболист, нападающий. После завершения футбольной карьеры работал тренером. Первый футболист клуба «Реал Мадрид», забивавший в дерби с «Барселоной».

## Карьера
Гаспар Рубио родился в провинции Валенсия, но в возрасте нескольких месяцев уехал в Барселону: его отец там устроился на завод по производству кавы. Позже на этот завод устроился и сам Гаспар. Там же он начал играть в футбол, выступая за любительские команды «Сатурни де Нойя» и «Реус Дапортиу». Рубио начал карьеру в возрасте 18 лет в клубе «Грасия». Затем играл за клуб «Леванте», с которым выиграл региональное первенство сезона 1927/1928. В 1928 году Гаспар перешёл в «Реал Мадрид», заплативший игроку 4000 песет. Там он выступал 3 сезона. В 1930 году он получил травму и был вынужден сделать операцию на кости. После восстановления Рубио решил не возвращаться в Мадрид, недовольный тем фактом, что Рикардо Самора был самым высокооплачиваемым игроком команды. Вместе с двумя друзьями он сел на пароход «Христофор Колумб» и уплыл на Кубу в том же году. Там футболист играл за «Хувентуд Астуриана» и там же получил перелом ноги. Восстановившись, Рубио уехал в Мексику, где выступал за команду «Реал Эспанья». Затем он ненадолго возвратился в «Реал», потом играл за клубы «Расинг», «Атлетико Мадрид», «Насьональ» и «Валенсия». 
В период гражданской войны Рубио возратился в «Леванте». С этим клубом он смог одержать победу в Кубке Испании. В 1939 году он попытался возвратиться в Валенсию, но после пары товарищеских матчей покинул расположение команды. В том же году Рубио последний раз возвратился в «Реал». Всего за «Королевский клуб» Гаспар провёл 75 матчей и забил 72 гола. Потом играл за «Гранаду», клуб «Реал Мурсия», вновь «Гранаду» и «Леванте», а завершил карьеру в «Мелилье». В «Гранаде», «Леванте» и «Мерилье» Рубио выполнял роль играющего тренера. Также он тренировал «Эркулес», «Реал Баломпедика Линенсе», «Атлетико Балеарес», «Ориуэлу» и «Лериду». В 1957 году Рубио стал главным тренером мексиканского клуба «Америка», затем там же тренировал «Атланте» и «Толуку».
В 1983 году Рубио умер в Мехико от пневмонии. В его честь в родном городе Гаспара назвали улицу — Авеню Гаспара Рубио.

## Статистика

### Клубная
| Сезон     | Клуб               | Лига    | Чемпионат | Чемпионат | Кубок | Кубок | Региональные | Региональные | Всего | Всего |
| Сезон     | Клуб               | Лига    | Игры      | Голы      | Игры  | Голы  | Игры         | Голы         | Игры  | Голы  |
| --------- | ------------------ | ------- | --------- | --------- | ----- | ----- | ------------ | ------------ | ----- | ----- |
| 1926/1927 | Грасия (Барселона) | —       | —         | —         | —     | —     | 14           | 1            | 14    | 1     |
| 1927/1928 | Леванте            | —       | —         | —         | 7     | 7     | 2+           | 0+           | 9     | 2     |
| 1928/1929 | Реал Мадрид        | Примера | 17        | 11        | 9     | 10    | 8            | 9            | 34    | 30    |
| 1929/1930 | Реал Мадрид        | Примера | 17        | 19        | 10    | 8     | 6            | 11           | 33    | 38    |
| 1930/1931 | Реал Мадрид        | —       | —         | —         | —     | —     | 2            | 2            | 2     | 2     |
| 1931/1932 | Реал Мадрид        | —       | —         | —         | 2     | 0     | —            | —            | 2     | 0     |
| 1932/1933 | Атлетико Мадрид    | Сегунда | 12        | 5         | 4     | 3     | 8            | 2            | 24    | 10    |
| 1933/1934 | Атлетико Мадрид    | —       | —         | —         | —     | —     | 1            | 0            | 1     | 0     |
| 1934/1935 | Валенсия           | Примера | 15        | 5         | 5     | 3     | 8            | 5            | 28    | 13    |
| 1935/1936 | Валенсия           | —       | —         | —         | —     | —     | 4            | 4            | 4     | 4     |
| 1939/1940 | Реал Мадрид        | —       | —         | —         | —     | —     | 4            | 2            | 4     | 2     |
| 1939/1940 | Гранада            | Сегунда | 14        | 5         | —     | —     | —            | —            | 14    | 5     |
| 1940/1941 | Реал Мурсия        | Примера | 10        | 1         | —     | —     | —            | —            | 10    | 1     |
| 1941/1942 | Леванте            | —       | —         | —         | —     | —     | —            | —            | —     | —     |
| 1942/1943 | Гранада            | Примера | 3         | 1         | —     | —     | —            | —            | 3     | 1     |

### Международная
| Матчи Гаспара Рубио за сборную Испании | Матчи Гаспара Рубио за сборную Испании | Матчи Гаспара Рубио за сборную Испании | Матчи Гаспара Рубио за сборную Испании | Матчи Гаспара Рубио за сборную Испании | Матчи Гаспара Рубио за сборную Испании | Матчи Гаспара Рубио за сборную Испании |
| -------------------------------------- | -------------------------------------- | -------------------------------------- | -------------------------------------- | -------------------------------------- | -------------------------------------- | -------------------------------------- |
| №                                      | Дата                                   | Место проведения                       | Оппонент                               | Счёт                                   | Голы                                   | Турнир                                 |
| 1                                      | 17 марта 1929                          | Севилья                                | Португалия                             | 5:0                                    | 3                                      | Товарищеский матч                      |
| 2                                      | 14 апреля 1929                         | Сарагоса                               | Франция                                | 8:1                                    | 4                                      | Товарищеский матч                      |
| 3                                      | 15 мая 1929                            | Мадрид                                 | Англия                                 | 4:3                                    | 2                                      | Товарищеский матч                      |
| 3                                      | 1 января 1930                          | Барселона                              | Чехословакия                           | 1:0                                    | —                                      | Товарищеский матч                      |

## Достижения

### Командные
- Обладатель Кубка Испании: 1937

### Личные
- Лучший бомбардир Кубка Испании: 1928/1929 (11 голов)